# Fahd Aodi
Fahd Aodi (tiếng Ả Rập: فهد عودة) (sinh ngày 1 tháng 1 năm 1982 ở Homs, Syria) là một cầu thủ bóng đá Syria. Hiện tại anh thi đấu cho Al-Wathba ở Syrian League.

## Sự nghiệp câu lạc bộ
Anh thi đấu cho Al-Karamah ở vòng bảng Giải vô địch bóng đá các câu lạc bộ châu Á 2008.

## Danh hiệu

### Câu lạc bộ
Al-Karamah
- Giải bóng đá ngoại hạng Syria (4 titles): 2006, 2007, 2008, 2009
- Cúp bóng đá Syria (4 titles): 2007, 2008, 2009, 2010
- Siêu cúp bóng đá Syria (1 danh hiệu): 2008
- Giải vô địch bóng đá các câu lạc bộ châu Á: 2006 Á quân
- Cúp AFC: 2009 Á quân

### Đội tuyển quốc gia
- Đại hội thể thao Tây Á 2005: Á quân